# باس فان دورن
باس فان دورن (هلندی: Bas van Dooren؛ زادهٔ ۲۵ اوت ۱۹۷۳) دوچرخه‌سوار اهل هلند است.